# Солдатова, Александра Сергеевна
Александра Сергеевна Солдатова (род. 1 июня 1998) — российская гимнастка, член сборной команды России, трёхкратная чемпионка мира в командном зачёте (2014, 2015, 2018), чемпионка мира в упражнении с лентой (2018), трёхкратная чемпионка Европы в командном зачёте (2015, 2017, 2019), чемпионка России в индивидуальном многоборье (2016), бронзовый призёр чемпионата России по художественной гимнастике (2014) в многоборье.
24 декабря 2020 года объявила о завершении спортивной карьеры.

## Биография
Родилась 1 июня 1998 года в городе Стерлитамак. С пяти лет занимается художественной гимнастикой, её первыми тренерами были Ирина Викторовна Киевец (г. Пушкино Московской области) и Ольга Николаевна Назарова (г. Пушкино Московской области). Перед тем, как попала в сборную, тренировалась в Дмитрове под руководством Анны Вячеславовны Шумиловой. Славится своей гибкостью, растяжкой и пластичностью. В 2011 году вместе с Евгенией Канаевой и Дарьей Кондаковой представляла клуб «Газпром» на клубном чемпионате мира AEON Cup в Японии, где заняла первое место в командном зачёте и в многоборье среди юниоров.
В 2012 году на чемпионате Европы в Нижнем Новгороде стала лучшей в финале упражнения с лентой, и вместе с Дианой Борисовой, Яной Кудрявцевой и Юлией Синицыной одержала победу в командном многоборье среди юниоров.

### Спортивная карьера: 2014 год

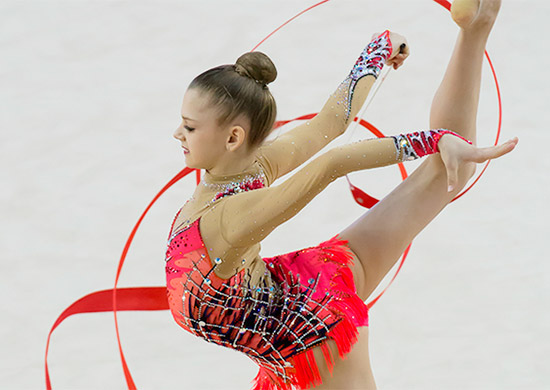
На Кубке мира 2014 года в Дебрецене

В начале сезона 2014 года Солдатова числилась в резервном составе сборной команды России. Её дебют в качестве сениорки состоялся на международном турнире, проходившем в рамках этапа Гран-при в Москве, на котором она заняла третье место в многоборье вслед за Диной и Ариной Авериными. В марте, на первом этапе Кубка мира в Дебрецене, Александра завоевала «золото» в многоборье, опередив действовавшую на тот момент вице-чемпионку мира Анну Ризатдинову, а также став первой в финалах упражнений с булавами и лентой, второй — с мячом и третьей — с обручем. Она была среди призёров и на последовавших затем этапах Кубка мира в Корбей-Эсоне («серебро» за мяч) и Ташкенте («бронза» в многоборье).
Успешным для неё стало и участие в международных турнирах. В апреле в Риге на состязании «Балтийский обруч» она взяла четыре золотых медали из пяти возможных (личное многоборье, обруч, булавы и лента), и, сделав ошибку в упражнении с мячом, заняла четвёртое место. В июле на турнире в Измире Солдатова выиграла в многоборье и упражнении с лентой, а также три «серебра» в остальных видах. В августе праздновала победу во всех видах программы на соревнованиях в Бразилии.
На чемпионате России 2014 года подтвердила своё место в команде, заняв третье место в личном многоборье, пропустив вперёд Яну Кудрявцеву и Маргариту Мамун, лидеров сборной России.
В сентябре в финале Кубка мира в Казани Александра выступила в многоборье вне конкурса, набрав 70,700 балла (неофициально четвёртое место после Яны Кудрявцевой, Маргариты Мамун и Мелитины Станюта). После подведения итогов соревнований главный тренер Ирина Винер объявила, что Солдатова вместе с Кудрявцевой и Мамун представят сборную России на чемпионате мира, проходившем в конце сентября 2014 года в Измире, Турция. Солдатова участвовала в командном многоборье, выполнив два упражнения — с мячом и обручем — и получив 17,675 и 18,050 соответственно. По результатам состязаний Александра Солдатова, Яна Кудрявцева и Маргарита Мамун стали чемпионками мира в команде.

### Спортивная карьера: 2015 год

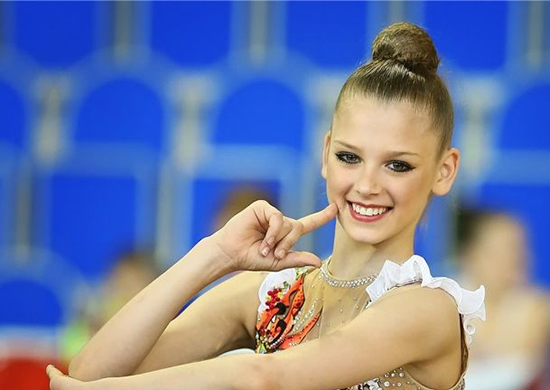
В 2015 году

На первом старте сезона в 2015 году на этапе Гран-при в Москве в индивидуальном многоборье Солдатова заняла четвёртое место. Пройдя квалификацию в финал упражнений с мячом и булавами, она заняла первое место в финале с мячом с оценкой 18,200. На третьем этапе Гран-при в Холоне Александра стала третьей в многоборье и, пройдя в финалы упражнений с мячом и лентой, завоевала ещё две серебряные медали. Четвёртый этап в Берлине ознаменовался для неё «бронзой» в многоборье и тремя серебряными медалями в отдельных видах (обруч, булавы, лента). Александра должна была выступить в финале Гран-при, проходившем в Брно, но ей пришлось сняться с соревнований по причине плохого самочувствия.
Александра также приняла участие во всех этапах Кубка мира: в Лиссабоне («золото» в многоборье и в упражнении с булавами, «серебро» в упражнении с мячом), Бухаресте («золото» в финале с лентой совместно с Яной Кудрявцевой, «серебро» — с булавами), Пезаро («золото» за мяч, «бронза» за многоборье и за ленту), Ташкенте («серебро» за многоборье, обруч, мяч и ленту), Будапеште (без медалей), Софии («серебро» за булавы). В финале Кубка мира в Казани стала бронзовым призёром в многоборье, на выступлениях в отдельных видах, заменив Яну Кудрявцеву, снявшуюся с соревнований из-за травмы, завоевала «серебро» во всех четырёх упражнениях.
На дебютном для неё в качестве сениорки континентальном первенстве в Минске Александра стала чемпионкой в командном многоборье, разделив победу с Маргаритой Мамун и Яной Кудрявцевой, но неудачно выступила в финалах упражнений с обручем (7-е место) и булавами (8-е место). На чемпионате мира в Штутгарте в квалификации многоборья Солдатова выступала с тремя упражнениями: с обручем, лентой и булавами. Получив за упражнения с обручем и булавами оценки выше, чем её коллега по сборной Маргарита Мамун, Солдатова всё же уступила ей по сумме трёх видов во многом потому, что Маргарита выполняла четыре вида, и неудачное упражнение Маргариты с мячом (оценка - 17.833), которое Маргарита выполняла первым из своих 4 упражнений, не пошло в зачёт многоборья (согласно Регламенту в квалификации многоборья учитываются три лучших оценки гимнастки). Тем не менее, заняв третье место (55.549), вслед за Кудрявцевой (56.883) и Мамун (55.708), Солдатова доказала, что входит в тройку лучших гимнасток мира. Однако вследствие действующего правила FIG, согласно которому только 2 гимнастки от страны проходят в финал, не смогла побороться за медаль многоборья. Солдатова завоевала «золото» в командном первенстве (вместе с Мамун и Кудрявцевой) и два «серебра»: в упражнениях с обручем и булавами. Затем, на клубном чемпионате мира AEON Cup в Японии, стала третьей в индивидуальном многоборье и чемпионкой в командном (вместе с Маргаритой Мамун и Алиной Ермоловой).

### Спортивная карьера: 2016 год
В олимпийском сезоне 2016 года первым международным стартом для гимнастки стал турнир серии Гран-при в Москве, на котором она одержала победу в многоборье, квалифицировалась в три финала в отдельных видах и выиграла «золото» за обруч и мяч и «серебро» за ленту. На втором этапе Гран-при в Тье Александра стала второй в многоборье и в финалах отдельных видов завоевала «серебро» (обруч) и два «золота» (мяч, лента). В финале Гран-при в Эйлате Александра одержала победу во всех видах программы.
На первом этапе Кубка мира в Эспоо снова стала первой в многоборье. Её результаты в финалах отдельных видов: обруч («серебро»), мяч (4-е место), булавы («золото»), лента («бронза» совместно с Мелитиной Станюта). Второй этап в Лиссабоне ознаменовался победой в многоборье и упражнениях с обручем и мячом; в упражнении с булавами — «бронза», с лентой — «серебро» (вместе с Ариной Авериной). Ещё по четыре серебряных медали Александра выиграла на этапах в Ташкенте (многоборье, обруч, булавы, лента) и Минске (многоборье, мяч, булавы, лента). На седьмом этапе Кубка мира в Гвадалахаре стала призёром во всех видах программы: «золото» за мяч, «серебро» за многоборье, обруч и булавы, «бронза» за ленту; на девятом в Казани выиграла «бронзу» в многоборье и «серебро» в упражнении с булавами; на финальных соревнованиях в Баку она стала третьей в многоборье и второй в финале упражнения с мячом.
На чемпионате России с результатом  77,150 заняла 1 место в многоборье (второе место - Маргарита  Мамун (76,950), третье - Дина Аверина (76,500), восстанавливающаяся после травмы Яна Кудрявцева выступала вне зачёта).
Олимпийские игры в Рио-де-Жанейро во многом стали повторением Чемпионата мира 2015 года. Находясь в прекрасной спортивной форме, позволявшей ей бороться за медаль Олимпиады, любимица большого количества болельщиков по всему миру Солдатова поехала на игры всего лишь в качестве запасной, так как, в отличие, например, от другого индивидуального вида спорта - тенниса, где отбор на Олимпиаду производится на основе рейтинга спортсменов, отбор на Олимпийские игры в художественной гимнастике исключительно по национальному признаку - максимум две гимнастики от страны.
На клубном чемпионате мира AEON Cup повторила прошлогоднее достижение, завоевав бронзовую медаль в индивидуальном многоборье и золотую в командном (вместе с Маргаритой Мамун и Марией Сергеевой).

### Спортивная карьера: 2017 год
На первом этапе Гран-при в Москве 2017 года Александра заняла второе место в многоборье, а также завоевала «золото» в упражнении с мячом и «серебро» — с обручем. Пропустив этапы Гран-при в Киеве и Тье, Александра выступила в Марбелье, выиграв золотые медали во всех видах программы. Следующим стартом для неё стал этап Кубка мира в Пезаро, на котором она стала чемпионом в многоборье и финале упражнения с обручем, а также серебряным призёром в финале упражнений с мячом и лентой. Затем на этапе в Баку Александра завоевала ещё четыре медали: одну золотую (мяч) и три серебряных (многоборье, обруч, булавы). На соревнованиях в Минске она вновь победила в многоборье и стала серебряным призёром в финале упражнения с обручем.
На первом после Олимпиады чемпионате Европы сборная России была представлена Александрой Солдатовой и сёстрами Авериными — Диной и Ариной. Вместе с юниорской группой они стали чемпионами в общекомандном первенстве. Александра прошла квалификацию в три финала и дважды стала серебряным призёром (обруч, мяч). В финале упражнения с лентой она заняла четвёртое место. Из-за травмы, полученной ещё до европейского первенства, Александра не успела в полной мере восстановиться и подготовиться к чемпионату мира, состоявшемуся в Пезаро в начале осени 2017 года.

### Спортивная карьера: 2018 год
2018 год ознаменовался кардинальным изменением правил: была открыта оценка за трудность. Если ранее суммарное количество выполненных в упражнении трудностей тела и предмета не должно было превышать 10 баллов, то теперь количество трудностей предмета стало неограниченным (количество засчитываемых трудностей тела осталось прежним - 9 с наивысшей ценностью). Вследствие этого количество исполненных трудностей предмета стало превалировать над выразительностью и артистичностью. Изменение правил негативно сказалось на медальных перспективах Солдатовой: с учётом правила ФИЖ «2 гимнастки от страны», ей стало сложно конкурировать за попадание в финал крупных соревнований с быстрыми и ловкими сёстрами Авериными. Собственного хорошего выступления Солдатовой уже было недостаточно: её итоговое место во многом стало зависеть от количества ошибок, совершённых её коллегами по сборной.
Сезон 2018 года Александра Солдатова начала на Гран-при 2018 года в Москве, где заняла 4-е место в многоборье. Она прошла в два финала, где завоевала серебро с булавами и лентой. На чемпионате России 2018 года она завоевала серебряную медаль, уступив действующей чемпионке Дине Авериной (Арина Аверина снялась с чемпионата из-за травмы).
С 30 марта по 1 апреля Александра начала с соревнований Кубке мира 2018 года в Софии, где она выиграла золотую медаль в многоборье. Она прошла квалификацию во всех финалах, выиграв золото с обручем и мячом, бронзу с булавами и 4-е место с лентой. 20-22 апреля, на кубке мира 2018 года в Ташкенте, Александра выиграла золото в многоборье, показав новый личный рекорд в сумме 77,050 балла. Она завоевала все золотые медали в финале с высокими баллами в обруче (19.900), мяче (19.600), булавами (18.000) и ленте (18.300). 4-6 мая Солдатова участвовала в кубке мира 2018 года в Гвадалахаре, где она завоевала серебро в многоборье (72,750), уступив Линой Ашрам. Она прошла квалификацию во всех финалах, однако ошибки с обручем и мячом привели к 6-му и 7-му местам соответственно в этих финалах. И выиграла серебро с булавами, уступив Арине Авериной и выиграла золото в последнем соревновании с лентой (18,650).
16-17 мая Солдатова участвовала в Гран-при Холона 2018 года и завоевала серебро в многоборье, уступив Арине Авериной. Она прошла квалификацию в финал соревнований с обручем и булавами. Однако она выбыла из соревнований из-за травмы, и позже выяснилось, что у неё перелом левой ноги.
На чемпионате мира в Софии во время выполнения упражнения с лентой у коллеги Солдатовой по сборной Арины Авериной завязался узел, и, чтобы не терять время, спортсменка заменила свою ленту на приготовленную организаторами запасную. Однако через 20 секунд случилось непредвиденное: в самом начале выполнения риска от ленты оторвался карабин, и Арина была вынуждена ещё раз поменять ленту, потеряв на этом порядка 10 секунд. Учитывая, что итоговая разница баллов в квалификации многоборья между Ариной Авериной (60.000) и Александрой Солдатовой (60.275) составила всего 0,275 балла, именно бракованная лента Авериной во многом помогла Солдатовой впервые в своей карьере пройти в финал многоборья чемпионата мира, где с результатом 79,175 балла она завоевала бронзу. Помимо этого Александра выиграла серебро в упражнении с мячом (20,200) и золото в упражнении с лентой (18,600), при этом  в финале с лентой она была единственной представительницей России. Золотая медаль в ленте стала первой и единственной в карьере Солдатовой золотой медалью в индивидуальных дисциплинах на чемпионатах мира.

### Спортивная карьера: 2019 год
Александра Солдатова выиграла четыре золотые медали на кубке мира в Ташкенте в апреле 2019 года и пять золотых медалей на кубке мира 2019 года в Гвадалахаре в начале мая. 19 мая 2019 года она завоевала две серебряные медали — в мяче и ленте — на чемпионате Европы 2019 в Баку. В сентябре на World Challenge Cup в Портимане Александра выиграла золото в многоборье.

### Спортивная карьера: 2020 год
5 февраля Александру Солдатову доставили в Институт имени Склифосовского из-за порезов на её левой руке. В больнице у неё диагностировали булимию. Позже Солдатова заявила через Instagram, что она случайно порезалась ножом во время приготовления завтрака и поехала в больницу. В феврале 2020 года она рассказала, что возьмет отпуск, чтобы пройти лечение от булимии, от которой она страдала в течение последних двух лет, и хотела снова начать тренироваться, как только восстановит здоровье. Солдатова не участвовала в соревнованиях в сезоне 2020 года, который был отменён из-за пандемии COVID-19. 24 декабря 2020 года объявила о завершении спортивной карьеры.

### Личная жизнь
21 января 2023 года объявила о беременности. 21 марта 2023 года родила сына Николая.

## Программы
| Год  | Предмет                          | Музыкальная композиция |
| ---- | -------------------------------- | --- |
| 2021 | Gala (Grand Prix Moscow opening) | The Promise — Secret Garden                                                                                                   |
| 2021 | Gala (Grand Prix Moscow closing) | Мне нравится, что Вы больны не мной — Алла Пугачёва, автор Марина Цветаева                                                    |
| 2020 | Gala                             | Mama — Далида |
| 2019 | Обруч                            | The Gypsies; Journey Across Europe / Fanatico Master music from Oxford / KOI by John Corigliano / Edvin Marton & Ari Zakaryan |
| 2019 | Мяч                              | Любовь уставших лебедей — Димаш Кудайберген, композитор Игорь Крутой                                                          |
| 2019 | Булавы                           | Always — Айсель feat. Араш |
| 2019 | Лента                            | «Шахерезада» — Николай Римский-Корсаков                                                                                       |
| 2019 | Gala                             | Любовь уставших лебедей — Димаш Кудайберген, композитор Игорь Крутой                                                          |
| 2018 | Обруч (1)                        | Granada — Стэнли Блэк |
| 2018 | Обруч (2)                        | Malagueña — Стэнли Блэк |
| 2018 | Мяч (1)                          | «Кармен-сюита»— «Виртуозы Москвы», композитор Жорж Бизе                                                                       |
| 2018 | Мяч (2)                          | «Дон-Кихот» — Людвиг Минкус                                                                                                   |
| 2018 | Булавы (1)                       | Eyes Like Yours — Шакира |
| 2018 | Булавы (2)                       | The Second Waltz — Дмитрий Шостакович                                                                                         |
| 2018 | Лента                            | Не отрекаются любя — Алла Пугачёва, композитор Марк Минков                                                                    |
| 2018 | Gala (1)                         | Blizzard — Quatro |
| 2018 | Gala (2)                         | Por Fin — Пабло Альборан |
| 2017 | Обруч                            | «Прелюдия до-диез минор» — Pierre-Yves Plat, композитор Сергей Рахманинов                                                     |
| 2017 | Мяч (1)                          | The Dying Swan, музыка из сюиты «Карнавал животных» — Камиль Сен-Санс                                                         |
| 2017 | Мяч (2)                          | Ария — Giorgia Fumanti, музыка из сюиты «Карнавал животных» — Камиль Сен-Санс                                                 |
| 2017 | Булавы (1)                       | Girl's Dance — The Path of Thunder, автор Гара Гараев                                                                         |
| 2017 | Булавы (2)                       | «Лебединое озеро», акт III, Op. 20, композитор Пётр Чайковский                                                                |
| 2017 | Лента                            | Spartacus (The Triumph of Rome, Adagio of Spartacus and Phrygia, Spartacus' Death) — Арам Хачатурян                           |
| 2017 | Gala                             | «Лебединое озеро», акт III, Op. 20, композитор Пётр Чайковский                                                                |
| 2016 | Обруч                            | Phantasia из мюзикла «Призрак оперы» — Сара Чанг, Джулиан Ллойд Уэббер                                                        |
| 2016 | Мяч                              | Mama — Далида |
| 2016 | Булавы                           | Весёлая кадриль — Квартет сестер и Анна Литвиненко                                                                            |
| 2016 | Лента                            | Piano Concerto no. 1 in B flat minor, op. 23 — Максим Мрвица, композитор Пётр Чайковский                                      |
| 2016 | Gala                             | Fantasie-tableaux Op. 5 Barcarolle — Сергей Рахманинов                                                                        |
| 2015 | Обруч (1)                        | Concerto in F — Джордж Гершвин                                                                                                |
| 2015 | Обруч (2)                        | Danse de Phryne из Faust — Шарль Гуно                                                                                         |
| 2015 | Мяч                              | «Лебединое озеро» — Дэвид Гаррет, композитор Пётр Чайковский                                                                  |
| 2015 | Булавы                           | Straight To Memphis — Club Des Belugas                                                                                        |
| 2015 | Лента                            | Половецкие пляски — Александр Бородин                                                                                         |
| 2015 | Gala                             | Worth It — Fifth Harmony feat. Kid Ink                                                                                        |
| 2014 | Обруч                            | Mazurkaи з балета «Маскарад», композитор Арам Хачатурян                                                                       |
| 2014 | Мяч                              | La donna è mobile — Лучано Паваротти, композитор Джузеппе Верди                                                               |
| 2014 | Булавы                           | «Моя прекрасная леди» — Фредерик Лоу                                                                                          |
| 2014 | Лента                            | Dillo Ancora — Carmelo Zappulla                                                                                               |
| 2014 | Gala                             | Goodbye, из фильма «Хатико: Самый верный друг» — Ян Качмарек                                                                  |
| 2013 | Обруч                            | La Gorda — Роберто Полисано                                                                                                   |
| 2013 | Мяч                              | Casta Diva — Филиппа Джордано                                                                                                 |
| 2013 | Булавы                           | Que Bonita Eres — Latino Tres                                                                                                 |
| 2013 | Лента                            | Dillo Ancora — Кармело Запулла                                                                                                |
| 2012 | Обруч                            | Tango Cumparsita — Bulevard Tango Club                                                                                        |
| 2012 | Мяч                              | Щедривочка — Пелагея |
| 2012 | Булавы                           | — |
| 2012 | Лента                            | La Maritza — Сильви Вартан |
| 2011 | Обруч                            | Песня Чебурашки — Владимир Шаинский                                                                                           |
| 2011 | Мяч                              | Badinerie — Иоганн Себастьян Бах                                                                                              |
| 2011 | Булавы                           | Sole Love — Начум Хейман |
| 2011 | Лента                            | На катере — Евгений Дога |

## Спортивные достижения
| Взрослые | Взрослые                       | Взрослые   | Взрослые | Взрослые | Взрослые | Взрослые | Взрослые |
| Год | Турнир                         | Многоборье | Команда  | Обруч    | Мяч      | Булавы   | Лента    |
| --- | ------------------------------ | ---------- | -------- | -------- | -------- | -------- | -------- |
| 2019 | Кубок мира Портиман            | 1-е        |          | 8-е      | 3-е      | WD       | WD       |
| 2019 | Чемпионат Европы               |            | 1-е      |          | 2-е      |          | 2-е      |
| 2019 | Кубок мира Гвадалахара         | 1-е        |          | 1-е      | 1-е      | 1-е      | 1-е      |
| 2019 | Кубок мира Ташкент             | 1-е        |          | 1-е      | 1-е      | 1-е      | 4-е      |
| 2019 | Кубок мира София               | 1-е        |          | 3-е      | 4-е      | 3-е      | 1-е      |
| 2019 | Гран-при Марбелья              | 2-е        |          | 4-е      | 4-е (Q)  | 4-е (Q)  | 3-е      |
| 2019 | Гран-при Москва                | 3-е        |          | 4-е (Q)  | 9-е (Q)  | 1-е      | 3-е (Q)  |
| 2018 | Чемпионат мира                 | 3-е        | 1-е      | 3-е (Q)  | 2-е      |          | 1-е      |
| 2018 | Кубок мира Казань              | 1-е        |          | 8-е      | 3-е      | 3-е      | 3-е      |
| 2018 | Кубок мира Минск               | 2-е        |          | 2-е      | 5-е      | 2-е      | 1-е      |
| 2018 | Гран-при Холон                 | 2-е        |          | WD       | 3-е (Q)  | WD       | WD       |
| 2018 | Кубок мира Гвадалахара         | 2-е        |          | 6-е      | 7-е      | 2-е      | 1-е      |
| 2018 | Кубок мира Ташкент             | 1-е        |          | 1-е      | 1-е      | 1-е      | 1-е      |
| 2018 | Кубок мира София               | 1-е        |          | 1-е      | 1-е      | 3-е      | 4-е      |
| 2018 | Гран-при Москва                | 4-е        |          | 5-е (Q)  | 6-е (Q)  | 2-е      | 2-е      |
| 2017 | Кубок Далии Куткайте           | 1-е        |          |          |          |          |          |
| 2017 | Gracia Fair Cup                | 1-е        |          |          |          |          |          |
| 2017 | Кубок мира Минск               | 1-е        |          | 2-е      | 5-е      | 6-е      | 4-е      |
| 2017 | Чемпионат Европы               |            | 1-е      | 2-е      | 2-е      |          | 4-е      |
| 2017 | Кубок мира Баку                | 2-е        |          | 2-е      | 1-е      | 2-е      | 5-е      |
| 2017 | Кубок мира Пезаро              | 1-е        |          | 1-е      | 2-е      | 5-е      | 2-е      |
| 2017 | Гран-при Марбелья              | 1-е        |          | 1-е      | 1-е      | 1-е      | 1-е      |
| 2017 | Гран-при Москва                | 2-е        |          | 2-е      | 1-е      | 3-е (Q)  | 4-е (Q)  |
| 2016 | Финал Гран-при: Эйлат          | 1-е        |          | 1-е      | 1-е      | 1-е      | 1-е      |
| 2016 | Aeon Cup                       | 3-е        | 1-е      |          |          |          |          |
| 2016 | Кубок мира Баку                | 3-е        |          | 3-е (Q)  | 2-е      | 3-е (Q)  | 3-е (Q)  |
| 2016 | Italia-Russia Match            |            | 1-е      |          |          |          |          |
| 2016 | Кубок мира Казань              | 3-е        |          | 3-е (Q)  | 3-е (Q)  | 2-е      | 3-е (Q)  |
| 2016 | Кубок мира Гвадалахара         | 2-е        |          | 2-е      | 1-е      | 2-е      | 3-е      |
| 2016 | Кубок мира Минск               | 2-е        |          | 7-е      | 2-е      | 2-е      | 2-е      |
| 2016 | Кубок мира Ташкент             | 2-е        |          | 2-е      | 18-е (Q) | 2-е      | 2-е      |
| 2016 | Гран-при Тье                   | 2-е        |          | 2-е      | 1-е      | 7-е (Q)  | 1-е      |
| 2016 | Кубок мира Лиссабон            | 1-е        |          | 1-е      | 1-е      | 3-е      | 2-е      |
| 2016 | Кубок мира Эспоо               | 1-е        |          | 2-е      | 5-е      | 1-е      | 3-е      |
| 2016 | Гран-при Москва                | 1-е        |          | 1-е      | 1-е      | 6-е (Q)  | 2-е      |
| 2015 | Финал Гран-при                 | WD         |          |          |          |          |          |
| 2015 | Aeon Cup                       | 3-е        | 1-е      |          |          |          |          |
| 2015 | Чемпионат мира                 | 3-е (Q)    | 1-е      | 2-е      |          | 2-е      | 5-е (Q)  |
| 2015 | Кубок мира Казань              | 3-е        |          | 2-е      | 2-е      | 2-е      | 2-е      |
| 2015 | Кубок мира София               | 6-е        |          | 6-е (Q)  | 6-е (Q)  | 2-е      | 7-е (Q)  |
| 2015 | Кубок мира Будапешт            | 4-е        |          | 4-е (Q)  | 3-е (Q)  | 5-е (Q)  | 7-е      |
| 2015 | Гран-при Берлин                | 3-е        |          | 2-е      | 16-е (Q) | 2-е      | 2-е      |
| 2015 | Кубок мира Ташкент             | 2-е        |          | 2-е      | 2-е      | 6-е      | 2-е      |
| 2015 | Гран-при Холон                 | 3-е        |          | 5-е (Q)  | 2-е      | 3-е (Q)  | 2-е      |
| 2015 | Чемпионат Европы               |            | 1-е      | 7-е      |          | 8-е      |          |
| 2015 | Кубок мира Пезаро              | 3-е        |          | 8-е (Q)  | 1-е      | 3-е (Q)  | 3-е      |
| 2015 | Кубок мира Будапешт            | 6-е        |          | 20-е (Q) | 4-е (Q)  | 2-е      | 1-е      |
| 2015 | Кубок мира Лиссабон            | 1-е        |          | 6-е      | 2-е      | 1-е      | 4-е (Q)  |
| 2015 | Гран-при Москва                | 4-е        |          | 13-е (Q) | 1-е      | 7-е      | 4-е (Q)  |
| 2014 | Italian Serie A                |            | 1-е      |          |          |          |          |
| 2014 | Чемпионат мира                 |            | 1-е      | 4-е (Q)  | 4-е (Q)  |          |          |
| 2014 | IV International Brazil Meet   | 1-е        |          | 1-е      | 1-е      | 1-е      | 1-е      |
| 2014 | Izmir Tournament Cup           | 1-е        |          | 2-е      | 2-е      | 2-е      | 1-е      |
| 2014 | Кубок мира Ташкент             | 3-е        |          | 4-е (Q)  | 4-е (Q)  | 3-е (Q)  | 3-е (Q)  |
| 2014 | Кубок мира Корбей-Эсон         | 4-е        |          | 4-е (Q)  | 2-е      | 12-е (Q) | 3-е (Q)  |
| 2014 | Baltic Hoop                    | 1-е        |          | 1-е      | 4-е      | 1-е      | 1-е      |
| 2014 | Кубок мира Дебрецен            | 1-е        |          | 3-е      | 2-е      | 1-е      | 1-е      |
| 2014 | Кубок Газпром нефти            | 3-е        |          |          |          |          |          |
| Международные: юниоры |                                |            |          |          |          |          |          |
| Год | Турнир                         | Многоборье | Команда  | Обруч    | Мяч      | Булавы   | Лента    |
| 2013 | Italian Serie A                | 1-е        |          |          |          |          |          |
| 2012 | Чемпионат Европы               |            | 1-е      |          |          |          | 1-е      |
| 2012 | Кубок мира Пенза               |            | 1-е      |          |          |          | 1-е      |
| 2012 | Кубок мира Ташкент             |            | 1-е      |          |          |          | 1-е      |
| 2012 | Кубок мира София               | 1-е        |          | 1-е      | 1-е      | 1-е      | 1-е      |
| 2012 | Кубок мира Пезаро              |            | 1-е      |          |          |          | 1-е      |
| 2012 | MTM Ljubljana                  |            | 1st      |          |          |          |          |
| 2012 | Schmiden International         | 1-е        |          | 1-е      | 1-е      | 1-е      | 1-е      |
| 2011 | Aeon Cup                       | 1-е        | 1-е      |          |          |          |          |
| 2011 | Irina Deleanu Cup              | 1-е        |          | 1-е      | 2-е      | 1-е      | 1-е      |
| Национальные |                                |            |          |          |          |          |          |
| Год | Турнир                         | Многоборье | Команда  | Обруч    | Мяч      | Булавы   | Лента    |
| 2019 | Чемпионат России               | 9-е        | 1-е      |          |          |          |          |
| 2018 | Чемпионат России               | 2-е        | 1-е      |          |          |          |          |
| 2017 | Чемпионат России               | 2-е        | 3-е      | 1-е      | 5-е      | 2-е      | 2-е      |
| 2016 | Чемпионат России               | 1-е        | 3-е      | 4-е      | 10-е     | 2-е      | 3-е      |
| 2014 | Чемпионат России               | 3-е        |          | 1-е      | 2-е      | 6-е      | 2-е      |
| 2013 | Чемпионат России среди юниоров | 2-е        |          |          |          |          |          |
| 2012 | Чемпионат России среди юниоров | 3-е        |          |          |          |          |          |
| 2011 | Чемпионат России среди юниоров | 8-е        |          |          |          |          |          |
| Q = в квалификации (без выступления в финале соревнования из-за ограничения 2-х гимнасток из одной страны или только 8-и с высшим результатом); WD = снялась с соревнований из-за травмы |                                |            |          |          |          |          |          |